# René Mercet
René Mercet (1898. december 1. – 1961. június 13.) svájci nemzetközi labdarúgó-játékvezető.

## Pályafutása

### Nemzeti játékvezetés
1925-ben lett az I. Liga játékvezetője. A nemzeti játékvezetéstől 1934-ben vonult vissza.

#### Nemzeti kupamérkőzések
Vezetett Kupa-döntők száma: 1.

#### Svájci labdarúgókupa
| Időpont           | Helyszín               | Mérkőzés típusa | Mérkőzés                | Eredmény | Nézők száma |
| ----------------- | ---------------------- | --------------- | ----------------------- | -------- | ----------- |
| 1930. március 23. | Wankdorf Stadion, Bern | döntő           | BSC Young Boys–FC Aarau | 1 : 0    | 7 500       |

### Nemzetközi játékvezetés
A Svájci labdarúgó-szövetség Játékvezető Bizottsága (JB) terjesztette fel nemzetközi játékvezetőnek, a Nemzetközi Labdarúgó-szövetség (FIFA) 1928-tól tartotta nyilván bírói keretében. A FIFA JB központi nyelvei közül a németet beszélte. Több nemzetek közötti válogatott és klubmérkőzést vezetett, vagy működő társának partbíróként segített. A svájci nemzetközi játékvezetők rangsorában, a világbajnokság-Európa-bajnokság sorrendjében többedmagával a 15. helyet foglalja el 3 találkozó szolgálatával. FIFA JB tagságát 1934-ben etikátlanság (megvesztegetés) miatt kizárással elvesztette.

#### Labdarúgó-világbajnokság
A világbajnoki döntőhöz vezető úton Olaszországba a II., az 1934-es labdarúgó-világbajnokságra a FIFA JB bíróként alkalmazta. Az újrajátszott Olaszország-Spanyolország mérkőzésen etikátlan játékvezetést - az olaszok javára kedvezményes ítéleteket hozott - végzett, ezért a FIFA JB jelen lévő vezetői azonnal hazaküldték a tornáról, a svájci szövetség pedig örökre eltiltotta a játékvezetői működétől. A FIFA elvárásának megfelelően, ha a játékvezető nem vezetett mérkőzést, akkor a működő társának partbíróként ad segítséget. Világbajnokságon vezetett mérkőzéseinek száma: 3 + 1 (partbíró).

##### 1934-es labdarúgó-világbajnokság

###### Világbajnoki mérkőzés
| Időpont           | Helyszín                        | Mérkőzés típusa                     | Mérkőzés                     | Eredmény | Nézők száma |
| ----------------- | ------------------------------- | ----------------------------------- | ---------------------------- | -------- | ----------- |
| 1934. március 25. | San Siro, Stadion, Milánó       | csoportmérkőzés (3. csoport)        | Olaszország–Görögország      | 4 : 0    | 40 000      |
| 1934. május 27.   | PNF Stadion, Róma               | egyik nyolcaddöntőt – nyitómérkőzés | Olaszország–Egyesült Államok | 7 : 1    | 30 000      |
| 1934. június 1.   | Giovanni Berta Stadion, Firenze | újrajátszott mérkőzés               | Olaszország–Spanyolország    | 1 : 0    | 45 000      |

#### Nemzetközi kupamérkőzések
Vezetett Kupa-döntők száma: 1.

##### Kupagyőztesek Európa-kupája
Mitropa Kupa döntő második mérkőzése.
| Időpont          | Helyszín                 | Mérkőzés típusa        | Mérkőzés                             | Eredmény | Nézők száma |
| ---------------- | ------------------------ | ---------------------- | ------------------------------------ | -------- | ----------- |
| 1932. július 17. | Hohe Warte Stadion, Bécs | döntő második mérkőzés | First Vienna FC 1894–Bologna FC 1909 | 1 – 0    | 17 000      |

## Magyar vonatkozás
| Időpont            | Helyszín                       | Mérkőzés típusa          | Mérkőzés                 | Eredmény | Nézők száma |
| ------------------ | ------------------------------ | ------------------------ | ------------------------ | -------- | ----------- |
| 1931. május 3.     | Hohe Warte Stadion, Bécs       | 148. válogatott mérkőzés | Ausztria–Magyarország    | 0 : 0    | 43 000      |
| 1931. december 13. | Via Filadelfia Stadion, Torino | 153. válogatott mérkőzés | Olaszország–Magyarország | 3 : 2    | 40 000      |

## Külső hivatkozások
- Rene Mercet. World Referee. [2012. október 11-i dátummal az eredetiből archiválva]. (Hozzáférés: 2012. június 17.)
- Rene Mercet. footballzz.com. (Hozzáférés: 2012. június 17.)
- Rene Mercet. footballdatabase.eu. (Hozzáférés: 2012. június 17.)
- Rene Mercet. scoreshelf.com. [2015. május 30-i dátummal az eredetiből archiválva]. (Hozzáférés: 2012. június 17.)
- Rene Mercet. eu-football.info. (Hozzáférés: 2012. június 17.)
- Rene Mercet. weltfussball.de. (Hozzáférés: 2012. június 17.)

| Elődje: Hans Enderli | Svájci labdarúgókupa döntő 1929–1930 | Utódja: W.Jordan |

| Elődje: František Cejnar | Mitropakupa döntő 1932 | Utódja: Klug Ferenc |